# Jordan Smith (remero)
Jordan Smith (31 de agosto de 1979) es un deportista estadounidense que compitió en remo. Ganó una medalla de bronce en el Campeonato Mundial de Remo de 2005, en la prueba de dos con timonel.

## Palmarés internacional
| Campeonato Mundial | Campeonato Mundial | Campeonato Mundial | Campeonato Mundial |
| Año                | Lugar              | Medalla            | Prueba             |
| ------------------ | ------------------ | ------------------ | ------------------ |
| 2005               | Kaizu (Japón)      | Medalla de bronce  | Dos con timonel    |